# Lookin' for a Good Time (canção)
"Lookin' for a Goog Time" é uma canção da banda americanda de música country Lady Antebellum. É o segundo single do seu álbum de estréia auto-intitulado, assim como seu segundo Top 20 na parada country da Billboard. A canção foi co-escrita pelo trio (Hillary Scott, Charles Kelley, e Dave Haywood), juntamente com Keith Follesé, e apresenta os vocais de ambos e Scott Kelley.

## Recepção
"Lookin' for a Good Time" recebeu um polegar para cima, revisão a partir do site de música country The 9513. O crítico Matt C. chamou o enredo de "bastante pedestre" e disse que os produtores "fizeram" o seu melhor para arruinar a música. Ele também fez nota da voz de Kelley como "rouca e distintiva", acrescentando: "É pouco provável eu confundir este grupo com qualquer outro artista nas rádios de música country.
A canção também foi distribuída como Download digital no jogo Tap Tap Revenge para o iPhone OS.

## Posição nas paradas
| Paradas                                  | Melhor posição |
| ---------------------------------------- | -------------- |
| Estados Unidos - Billboard Hot 100       | 67             |
| Estados Unidos - Billboard Country Songs | 11             |